# Кастеллеоне-ди-Суаза
Кастеллеоне-ди-Суаза (итал. Castelleone di Suasa) — коммуна в Италии, располагается в регионе Марке, в провинции Анкона.
Население составляет 1701 человек (2008 г.), плотность населения составляет 107 чел./км². Занимает площадь 16 км². Почтовый индекс — 60010. Телефонный код — 071.
Покровителем населённого пункта считается святой Titolare: San Pietro martire .

## Демография
Динамика населения:

## Администрация коммуны
- Официальный сайт: